# Gornyj Gigant
Gornyj Gigant – kompleks skoczni narciarskich w Ałmaty w Kazachstanie. W skład kompleksu wchodzą obiekty K125, K95, K60, K40 i K20. Cały kompleks wyposażony jest w maty igelitowe.
Budowę kompleksu zainaugurowano w 2007 roku. Zakończona ona została w 2010 i 25 września tego roku rozegrano pierwsze na skoczni oficjalne zawody – Letni Puchar Kontynentalny w skokach narciarskich. Od tego czasu kompleks był areną między innymi Letniego Grand Prix w skokach narciarskich, Pucharu Świata w kombinacji norweskiej, Zimowych Igrzysk Azjatyckich 2011, a także mistrzostw Kazachstanu. Gornyj Gigant był obiektem, na którym rozegrane zostały konkursy skoków na Mistrzostwach Świata Juniorów w Narciarstwie Klasycznym 2015 oraz Zimowej Uniwersjadzie 2017.

## Dane o Skoczniach[1]
Gornyj Gigant HS140
- Wielkość skoczni (HS) 140 m
- Punkt K 125 m
- Oficjalny rekord skoczni 141,5 m Severin Freund 28.02.2016
- Długość najazdu 101,63 m
- Nachylenie najazdu 35°
- Długość progu 6,82 m
- Nachylenie progu 11°
- Wysokość progu 3,13 m

Gornyj Gigant HS100
- Wielkość skoczni (HS) 100 m
- Punkt K 95 m
- Oficjalny rekord skoczni 107 m Sara Takanashi 22.09.2013
- Długość najazdu 93,76 m
- Nachylenie najazdu 35°
- Długość progu 6,58 m
- Nachylenie progu 11°
- Wysokość progu 2,38 m